# Territorialprälatur Chuquibamba
Die Territorialprälatur Chuquibamba (lat.: Territorialis Praelatura Chuquibambensis) ist eine im Süden Perus gelegene römisch-katholische Territorialprälatur mit Sitz in Camaná.
Die Territorialprälatur Chuquibamba wurde am 5. Juni 1962 aus Teilen des Erzbistums Arequipa und der Territorialprälatur Caravelí errichtet. Sie ist dem Erzbistum Arequipa als Suffragan unterstellt.

## Sprengel
Die Territorialprälatur Chuquibamba umfasst die vier Provinzen Camaná, Castilla, Condesuyos und La Unión.

## Prälaten von Chuquibamba
- Redento Maria Gauci OC, 5. Juni 1962 – Februar 1977
- Luis Baldo Riva CSsR, 27. Juni 1977 – 27. Juni 1983
- Felipe María Zalba Elizalde OP, 29. Februar 1984 – 19. Oktober 1999
- Mario Busquets Jordá, 25. Januar 2001 – 11. Mai 2015
- Jorge Enrique Izaguirre Rafael CSC, 11. Mai 2015 – 27. Dezember 2023, dann Bischof von Chosica
- Sedisvakanz, seit 27. Dezember 2023